# Braunschweiger Burschenschaft Germania
Die Braunschweiger Burschenschaft Germania (B! Germania) ist eine farbentragende, fakultativ schlagende Studentenverbindung an der Technischen Universität Braunschweig. Die Burschenschaft ist Mitglied im Kartell Rheinischer Ring (RR) und im Korporationsverband Allgemeine Deutsche Burschenschaft (ADB).

## Couleur und Wahlspruch
Das Burschenband trägt die Farben Schwarz-Rot-Gold mit goldener Perkussion, das Fuchsenband ist Rot-Gold mit goldener Perkussion. Die Mütze ist aus rotem Filz gefertigt. Als Zirkel wird der Große Burschenschafterzirkel verwendet.
Der Wahlspruch lautet Ehre, Freiheit, Vaterland.

## Wappen
Das Wappen wird durch ein Malteserkreuz in vier Felder geteilt.
Im ersten Feld sind die Treuehände in der Ewigkeitsschlange zum Symbol des Lebensbundprinzips abgebildet.
Die aufgehende Sonne im zweiten Feld steht für Freiheit in Tat und Wort.
Im dritten Feld ist eine deutsche Eiche dargestellt. Diese steht für Standfestigkeit und Vaterland.
Die im vierten Feld gezeigten Laute und Schwert stehen für Sangeslust und Wehrhaftigkeit. Umringt werden die Felder vom Wappenspruch: „Per aspera ad astra“ (lat. Von Ungemach zu den Sternen).

## Geschichte

### Gründungsjahre
Die Burschenschaft Germania wurde am 31. August 1861 von sieben Studenten des Collegium Carolinum, der heutigen Technischen Universität Braunschweig, gegründet und ist damit die erste und älteste noch bestehende Burschenschaft in Braunschweig. Die Mitglieder trugen die Farben Schwarz-Rot-Gold und schwarze Mützen.
Die Anfangsjahre bis etwa 1864 waren von Verwaltungs- und personellen Problemen geprägt.
Nach Überwindung solcher Anfangsschwierigkeiten, widmete sich der Bund dem Ziel der Vereinigung der Burschenschaften an den Technischen Hochschulen. So entstand 1869 ein erstes Kartell mit den Burschenschaften Cheruskia Dresden und Alemannia Stuttgart.

### Vom Kaiserreich bis zum Ersten Weltkrieg
Der deutsche Sieg über Frankreich im Deutsch-Französischen Krieg von 1870/71 bescherte Deutschland in der Gründerzeit einen wirtschaftlichen Aufschwung. Dieser führte zu einer laxeren Lebensauffassung unter den Studenten. Als daraufhin das Keuschheitsprinzip zugunsten des Sittlichkeitsprinzips abgelegt wurde, traten einige Mitglieder aus. Nachdem ihre Verhandlungen mit der Altherrenschaft zur Übernahme der Aktivitas Germaniae gescheitert waren, gründeten sie 1873 die Braunschweiger Burschenschaft Alemannia.
1876 wurde die Burschenschaft Germania aufgelöst und als Corps Germano-Brunsviga neu gestiftet. Das Corps konnte sich allerdings nur zwei Jahre halten. Die Befürworter dieser Bewegung sahen das Ziel der Burschenschaft in der Gründung eines deutschen Nationalstaates und somit ihren Zweck in der Gründung des 2. Deutschen Reiches von 1871 erfüllt.
Eine Gegenbewegung unter Alsleben und Hasenbalg gründete daraufhin die Kampfburschenschaft Cheruskia, in der sie die burschenschaftliche Idee der Germania weiterführten. Im Sommer 1877 baten die Alten Herren der Germania die Kampfburschenschaft Cheruskia, die Burschenschaft Germania mit den alten Farben Schwarz-Rot-Gold wieder aufzutun. Als Zeichen dieses Neubeginns wurde die Mützenfarbe von Schwarz auf Rot gewechselt.
In den folgenden Jahren konnte die Einigung der technischen Burschenschaften weiter vorangetrieben werden: 1889 wurde der Niederwald-Deputierten-Conventes als Verband technischer Burschenschaften gegründet und 1900 vom Rüdesheimer-DC abgelöst, der sich 1905 in Rüdesheimer Verband Deutscher Burschenschaften umbenannte. Aus dem Rüdesheimer-DC erwuchs dann der Rheinische Ring als Kartell innerhalb der Deutschen Burschenschaft.
Während des Ersten Weltkrieges kam das Bundesleben nahezu zum Erliegen. Mit 27 Bundesbrüdern zog der Großteil der Aktivitas begeistert in den Krieg, aus dem 25 nicht wieder zurückkehrten.

### In der Weimarer Republik
Am Ende des Ersten Weltkrieges kam es in Braunschweig, wie im gesamten Deutschen Reich zur Novemberrevolution. Unter Führung August Merges’, dankte Herzog Ernst August ab. Das Ziel der Revolution war ursprünglich die Errichtung der Sozialistischen Republik Braunschweig. Daraufhin setzten sich viele „Germanen“ nach Hannover ab und bildeten dort die Führung der „Studentenkompanie Braunschweig“.
Nach der Niederschlagung der Revolution durch den Einmarsch des Freikorps Maercker im April 1919, wurde der Sozialdemokrat Heinrich Jasper Ministerpräsident des Freistaates Braunschweig.
Um der wirtschaftlichen Krise durch die stetig wachsende Inflation zu begegnen, wurde eine Wirtschaftskommission gegründet. Es gab nun nur noch eine einzige Kasse, in die jedes Mitglied einzahlte und alles Geld wurde umgehend in wertbeständige Artikel umgesetzt. Alte Herren steuerten daraufhin zusätzliches Geld bei, wodurch die Inflationskrise überwunden wurde.

### Während der Zeit des Nationalsozialismus
Nachdem auf dem Burschentag 1933 das Führerprinzip für die Deutsche Burschenschaft übernommen worden war, begann in den folgenden Monaten die staatlich vorgeschriebene Umgestaltung der Burschenschaft Germania zur militarisierten Wohnkameradschaft.
Die schrittweise Gleichschaltung der Deutschen Burschenschaft führte zu deren Selbstauflösung am 18. Oktober 1935. Damit hörte auch die Burschenschaft Germania dem Gesetze nach auf zu existieren. Die Tradition der Germania wurde daraufhin unter dem Namen Wohnkameradschaft „Walter Flex“ fortgeführt, deren Bundesleben durch den Beginn des Zweiten Weltkrieges jedoch immer weiter eingeschränkt wurde.
Während des Bombenangriffs vom 15. Oktober 1944 wurde das Germanenhaus von einer alliierten Fliegerbombe getroffen und brannte nur dank der stabilen Decke über Kneip- und Conventsaal nicht bis auf die Grundmauern aus. Nach dem Ende des Zweiten Weltkrieges lag das Germanenhaus in Trümmern und die Mitglieder waren deutschlandweit verstreut, in Gefangenschaft geraten oder gefallen.

### Nachkriegsgeschichte bis heute
Nach Kriegsende konnte das Germanenhaus, wenn auch schwer beschädigt, als Anlaufpunkt aller Mitglieder und als zeitweilige Notunterkunft dienen. Eine größere Gruppe nahm daraufhin die notdürftige Wiederherrichtung des Hauses auf.
Die Technische Hochschule Carolo Wilhelmina nahm im Wintersemester 1945/46 wieder ihren Betrieb auf. In heimlichen Treffen auf dem Germanenhaus wurde beschlossen, dem alten Bund wieder eine Gestalt zu geben. Daraufhin wurde im Mai 1946 der „Braunschweiger Studentenbund“ ins Leben gerufen. Unter der britischen Besatzungsmacht, die der studentischen Vereinigung sehr kritisch gegenüberstand, war es zunächst noch nicht möglich, die Burschenschaft Germania wieder zu gründen.
Nach weiteren Jahren, in denen der Zustand des Hauses kontinuierlich verbessert wurde und der „Braunschweiger Studentenbund“ offiziell anerkannt wurde, wurde Germania im Jahre 1949 schließlich wieder aufgetan.
Sie war seit 1950 Mitglied der Deutschen Burschenschaft, deren Vorsitz sie in den Jahren 1963/64 sowie 1995/96 innehatte. Am 8. Dezember 2012 beschloss die Braunschweiger Burschenschaft Germania den sofortigen Austritt aus dem Verband Deutschen Burschenschaft. Im Herbst 2016 gehörte Germania zu den Gründungsburschenschaften der neu gegründeten "Allgemeinen Deutschen Burschenschaft".

## Das Germanenhaus

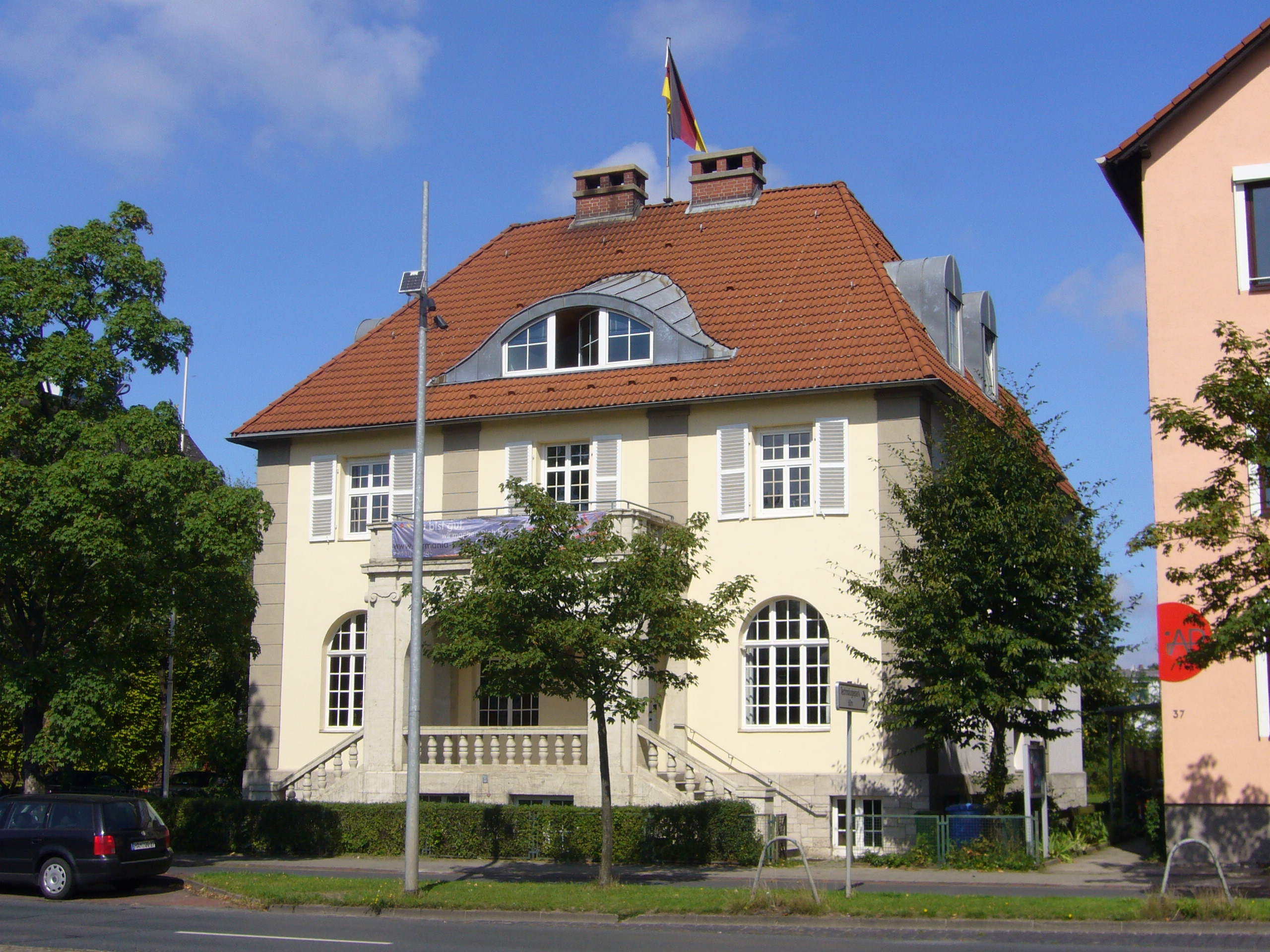
Haus der Braunschweiger Burschenschaft Germania

Germania besitzt ein eigenes Verbindungshaus: das Germanenhaus.
1901 wurde beschlossen der Burschenschaft ein eigenes Heim zu schaffen.
Nachdem 1903 zunächst ein Haus gemietet wurde, wurde 1910 der Entschluss gefasst ein eigenes Haus zu bauen. Dieses ließen die Alten Herren ihrer Aktivitas in den Jahren 1913/14 am Rebenring (ehemals Rebenstr. 21) bauen und weihten es am 16./17. Mai 1914 ein.
Im Jahre 1944 wurde es von einer alliierten Fliegerbombe getroffen und brannte nur dank der stabilen Decke über Kneip- und Conventsaal nicht bis auf die Grundmauern aus. In der Nachkriegszeit wurde das Dach und oberste Geschoss zunächst behelfsmäßig repariert und in weiteren Jahren weiter ausgebaut. In den neunziger Jahren wurde es dann nochmal komplett renoviert.

## Kartell und Freundschaftsverhältnisse
Die Braunschweiger Burschenschaft Germania gehörte 1920 zu den Gründungsburschenschaften des Kartells Rheinischer Ring und ist dort seit dessen Gründung Mitglied.
In Eisenach am Burschenschaftsdenkmal wurde am 18. Oktober 2013 der Viererbund zwischen der KB! Teutonia, MB! Arminia-Rhenania, B! Hilaritas sowie der Braunschweiger Burschenschaft Germania gegründet. Im Januar 2018 wurde durch den Viererbundkonvent beschlossen, dass sich der Viererbund auflöst. Die Gründungsziele wurden nach Gründung der ADB als erreicht angesehen.

## Bekannte Mitglieder
- Carsten Bothe (* 1966), Journalist und Autor
- Wilhelm Bracke (1842–1880), Mitbegründer der Sozialdemokratischen Arbeiterpartei Deutschlands
- Alfred Brunner (1871–1936), Maschinenbauingenieur, Gründer der Deutschsozialistischen Partei
- Eduard Freise (1849–1927), Gründer der Deutschen Drogistenakademie in Braunschweig
- Siegfried Hasenjäger (1899–1970), Bauingenieur
- Emil Herzig (1898–1962), Architekt und Rektor der TH Braunschweig
- Diethelm Hoffmann (1935–2021), Architekt
- Ludwig Hotopp (1854–1934), Bauingenieur
- Albert Knoll (1858–1952), Chemiker und Industrieller
- Robert Pfeil (1864–1928), Ingenieur und Manager, Direktor der Firma Siemens & Halske
- Emil Selenka (1842–1902), Zoologe und Forschungsreisender
- Gerhard Schridde (1904–1968), Studienrat, Heimatforscher und Naturschützer
- Heinrich Voigt (1857–1937), Elektrotechniker
- Heinz Voigt (1885–1958), Ingenieur und Hochschullehrer
- Solms Wilhelm Wittig (1897–1968), Bauingenieur und Hochschullehrer

Mitgliederverzeichnis:
- Willy Nolte (Hrsg.): Burschenschafter-Stammrolle. Verzeichnis der Mitglieder der Deutschen Burschenschaft nach dem Stande vom Sommer-Semester 1934. Berlin 1934. S. 1015–1016.